# 胡安克里索斯托莫法爾孔國家公園

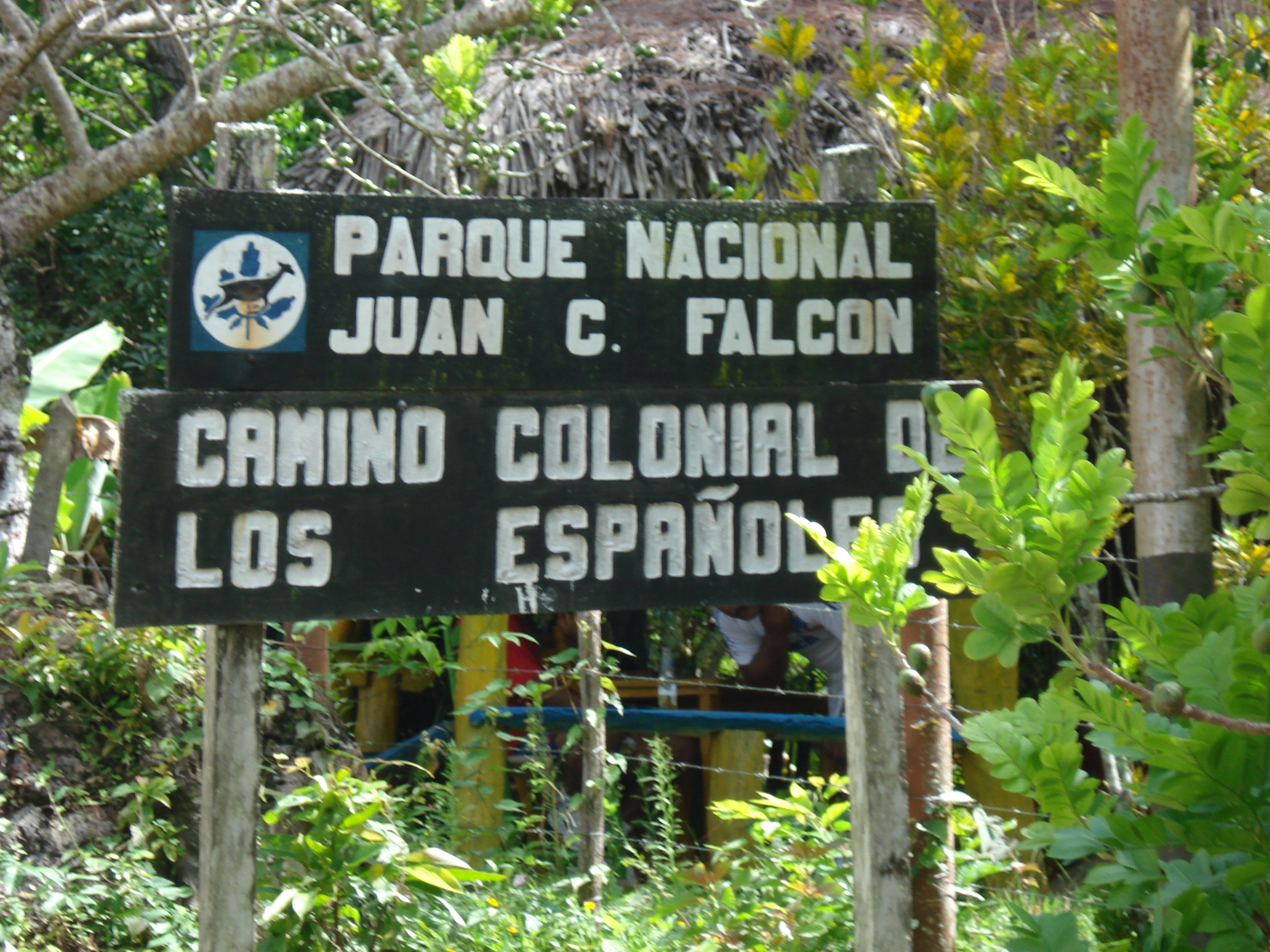

胡安克里索斯托莫法爾孔國家公園是委內瑞拉的國家公園，位於該國西北部，由法爾孔州負責管轄，面積200平方公里，始建於1987年5月6日，最高點海拔高度1,600米。

## 外部連結
- Inparques: Juan Crisóstomo Falcón